# El cuaderno dorado
El cuaderno dorado (título original en inglés, The Golden Notebook) es una novela escrita por Doris Lessing y publicada en 1962. Este libro, así como la pareja que la siguió, entra en el reino de lo que Margaret Drabble en The Oxford Companion to English Literature ha llamado "ficción del espacio interior" de Lessing, su obra que explora la ruptura mental y social. El libro también contiene un poderoso mensaje antibélico y antiestalinista, un amplio análisis del comunismo y del Partido Comunista en Inglaterra desde los años treinta a los cincuenta, y un famoso examen de los movimientos feminista y sexual. El cuaderno dorado ha sido traducido a numerosos idiomas. 
En 2005, la novela fue escogida por la revista TIME en la lista de las cien mejores novelas en inglés escritas entre 1923 y la actualidad.

## Resumen de la trama
El cuaderno dorado es la historia de la escritora Anna Wulf, los cuatro cuadernos en los que ella documenta su vida, y su intento de atarlos todos juntos en un quinto cuaderno, de color dorado. El libro entremezcla segmentos de una narrativa ostensiblemente realista de las vidas de Molly y Anna, y sus niños, exmaridos y amantes —titulada Mujeres libres— con extractos de los cuatro cuadernos de Anna, respectivamente coloreados de negro (sobre la experiencia de Anna en Rodesia del Sur, antes y durante la Segunda Guerra Mundial, que inspiró su propia novela superventas), rojo (de su experiencia como miembro de Partido Comunista), amarillo (una novela en desarrollo que se está escribiendo basada en el doloroso final de la propia historia de amor de Anna), y azul (diario personal de Anna en el que ella escribe sus recuerdos, sus sueños y su vida emocional). Se vuelve a cada cuaderno en cuatro ocasiones, entreverado con episodios de Mujeres libres, creando secciones que se superponen unas a otras, no cronológicas, y que interactúan entre sí. Este estilo de escritura posmoderna, con espacio para el "juego" que involucra a los personajes y los lectores, figura entre los rasgos más famosos del libro, aunque Lessing insistió en que los lectores y los críticos debían prestar atención a los temas serios de la novela.[cita requerida]

## Temas principales
Los cuatro cuadernos y el marco narrativo son testimonio de los temas antes mencionados del estalinismo, la guerra fría y la amenaza de guerra nuclear, y la lucha de las mujeres por los conflictos del trabajo, el sexo, el amor, la maternidad, y la política.[cita requerida]

## Personajes
- Anna (Freeman) Wulf:  escritora. Personaje principal de Mujeres libres y escritora de los cuadernos
- Max Wulf:  ex marido de Anna
- Janet Wulf:  hija de Anna y Max
- Molly Jacobs:  actriz amiga de Anna
- Richard Portmain:  exmarido de Molly
- Tommy Portmain:  hijo de Molly y Richard
- Marion Portmain:  segunda esposa de Richard
- Michael:  anterior amante de Anna
- Willi (Wilhelm) Rodde (Cuaderno negro): novio de Anna, refugiado de Alemania, basado en Max Wulf.
- Paul Blackenhurst (Cuaderno negro): piloto de la RAF
- Ted Brown (Cuaderno negro):  piloto de la RAF, socialista
- Jimmy McGrath (Cuaderno negro):  piloto de la RAF, homosexual
- George Hounslow (Cuaderno negro):  trabajó en carreteras
- Maryrose (Cuaderno negro):  novia de Paul, nacida en Rodesia del Sur
- El señor Boothyby (Cuaderno negro):  propietario del hotel Mashopi
- La señora Boothby (Cuaderno negro):  propietaria del hotel Mashopi
- June Boothby (Cuaderno negro):  hija de los señores Boothby
- Jackson (Cuaderno negro):  cocinero en el hotel Mashopi, amigo de Jimmy
- Marie (Cuaderno negro):  esposa de Jackson, tiene una aventura con George
- Ella (Cuaderno amarillo):  basado en Anna Wulf, escribe en una revista para mujeres
- Julia (Cuaderno amarillo): basada en Molly Jacobs
- Doctor West (Cuaderno amarillo):  escribe una columna médica bajo el nombre de "doctor Allsop" para la revista femenina
- Patricia Bunt (Cuaderno amarillo): editor
- George (Cuaderno amarillo):  basado en Max Wulf
- Paul Tanner (Cuaderno amarillo):  amante de Ella
- Michael (Cuaderno amarillo):  hijo de Ella
- Saul Green (Cuadernos azul y dorado): escritor estadounidense
- Milt (Mujeres libres 5):  escritor estadounidense (= Saul Green de los cuadernos azul y dorado)
- Madre Sugar: una psicoanalista
- Tom Mathlong (Mujeres libres):  activista político africano
- Charlie Themba (Mujeres libres 4):  líder sindicalista, amigo de Tom Mathlong